# Новорођенче
Под појмом „новорођенче” се подразумијева беба млађа од мјесец дана. Инфант је одојче, беспомоћно дете, које још не хода и не говори. Као законски термин, „детињство” се наставља од рођења до 18 година.

## Физичке карактеристике новорођенчета

### Маса
Када се беба роди, три најважније мјере су дужина, обим главе и маса. Током првих 5-7 дана након рођења, телесна маса новорођенчета се смањује за 3–7%, што углавном је резултат ресорпције и уринирања течности која иницијално испуњава плућа. Исто тако често постоји период од неколико дана пре него што дојење постане ефективно. Након прве недеље, здрави инфанти би требало да стичу 10-20 грама/дан.
Маса је један од главних показатеља бебиног здравственог стања при рођењу, али и стања мајке. Новорођенче је најчешће тешко између три и четири килограма а просјек варира између 3,18 и 3,4 килограма, по различитим истраживањима. Уколико маса бебе одступа знатно испод овог опсега, могуће је да мајка има неку материчну инфекцију или хромозомске абнормалности. Ако маса бебе одступа знатно изнад овог опсега, могуће је да мајка има дијабетес, неку болест срца или је и сама гојазна. Јако мале или јако велике масе новорођенчета (нпр. испод једног килограма или преко шест килограма) могу представљати животну опасност за дијете и/или мајку.
Новорођенче није у стању да преживи само; због тога је потребно првих неколико година његовог живота посветити интензивну његу за његово преживљавање на бази његових основних потреба, навикавање на модерне услове живота и прилагођавање свакодневној људској исхрани. Све ово чине његови родитељи, са нагласком на његову мајку.

### Глава
Глава новорођенчета је веома велика у односу на тело, а лобања је огромна у односу на његово или њено лице. Док људска лобања одрасле особе сачињава једну седмину укупне дужине тела, код новорођенчета она представља око ¼ телесне дужине. Нормални обим главе код новорођенчета је 33–36 cm при рођењу. По рођењу, многе области лобање новорођенчета још нису претворене у кости, остављајући „меке тачке” познате као фонтанеле. Две највеће су предња фонтанела у облику дијаманта, смјештена у горњем предњем делу главе, те мањи трокутаста стражња фонтанела који лежи на потиљку главе. Касније у животу детета, ове кости бивају спојене природним процесом. Протеин који се зове ногин је одговоран за одлагање фузије лобање одојчета.

## Дојење (сисање)
За новорођенче је нарочито битно да по свом рођењу једе храну која у потпуности задовољава све његове нутриционе потребе. 
Због тога се новорођенче, готово без изузетка, увијек храни млијеком своје мајке, које је таквог састава да у потпуности одговара датом дјетету. Иако дијете може да буде отхрањено и млијеком неке друге особе женског пола, па чак и млијеком неких животиња, ово није препоручљиво и избјегава се кад год је то могуће. Добро је да се дијете храни млијеком своје мајке докле год је то могуће, јер ово чини здравије и јаче дијете. Процес храњења мајчиним млијеком се зове дојење или сисање.
У првих десет дана живота, беба најчешће изгуби до 10% своје масе, јер јој је потребно више хране него што желудац може да поднесе. Након десетог дана стање се стабилизује и беба добија око 28 грама дневно на маси.

## Ходање
Новорођенче није у стању да хода; дјечје ноге су слабе, кости нису очврсле и новорођенче никад раније није ходало; због свега тога му је потребно, након почетног периода, када довољно ојача, давати снажну подршку за ово. Када дијете коначно научи да хода, тј. начини свој први корак, каже се за ово дијете да је проходало. Дијете обично прохода у периоду између 9 и 15 мјесеци старости. Прије него што проходају, бебе обично пузе, могу да стоје или сједе усправно, и није проблем уколико беба не прохода на вријеме, јер се неријетко дешава да проходају и у периоду између седамнаестог и деветнаестог мјесеца.
Постоје и справе, попут шеталица исл., које помажу дјеци да проходају држећи се за њих а ипак имајући контролу кретања, али их није добро превише користити јер се дјеца временом исувише ослањају на њих и не науче самостално ходати на вријеме.

## Говор
Новорођенче не познаје говор људи, нити иједан други говор; због тога је потребно учити га свакодневно, интензивно, дуги низ година, док се не обучи да течно и лако говори језик људи. Најчешће је то језик његових родитеља. Када дијете коначно проговори, тј. изговори прву ријеч свог језика, а то је најчешће ријеч „мама" (треба да буде јасно изговорено), каже се за ово дијете да је проговорило.
За то вријеме, дјетету је добро да му се што више читају приче, разговара, наглашено изговарају битне ријечи итд.
Новорођенче код људи (нарочито особа женског пола) увијек изазива одушевљење, због људског урођеног нагона за продужење врсте, као и због општеприхваћене представе о дјетету као о бићу апсолутно невином, неисквареном и чистом на сваки начин.

## Брига и храњење
Дојенчад плачу као облик основне инстинктивне комуникације. Дојенче које плаче вероватно покушава да изрази различита осећања, укључујући глад, нелагодност, прекомерну стимулацију, досаду, жељу за нечим или усамљеност.
Дојење је препоручен начин храњења од стране свих главних здравствених организација за новорођенчад. Ако дојење није могуће или пожељно, храњење боцом се користи са издојеним мајчиним млеком или формулом за бебе. Дојенчад се рађају с рефлексом сисања који им омогућава да извлаче млеко из брадавица дојке или брадавице дечје боце, као и инстинктивно понашање познато као корењење којим траже брадавицу. Понекад се унајми дојиља која храни новорођенче, иако је то ретко, посебно у развијеним земљама.
Одговарајућа конзумација хране у раном добу је од виталног значаја за развој дојенчади. Темељи оптималног здравља, раста и неуроразвоја кроз животни век успостављају се у првих 1000 дана живота. Од рођења до четири месеца, дојенчад требају да конзумирају мајчино млеко или немодификовану замену за млеко. Како исхрана дојенчета сазрева, може се уводити прстна храна, као и воће, поврће и мале количине меса.
Како дојенчад расте, уводе се додаци исхрани. Многи родитељи бирају комерцијалну, готову храну за бебе као додатак мајчином млеку или дечијој формули, док други прилагођавају своје уобичајене оброке прехрамбеним потребама свог детета. Пуномасно кравље млеко може се користити након прве године, док се млеко са мање масти не препоручује све док дете не напуни 2 до 3 године. Одбијање је процес којим се мајчино млеко елиминише из исхране дојенчета увођењем чврсте хране у замену за млеко. Све док се не обуче за употребу тоалета, дојенчад у индустријским земљама носи пелене. Прелазак са пелена на тренерке важан је прелаз у развоју новорођенчета/бебе у оно мало дете. Деци је потребно више сна него одраслима - до 18 сати за новорођене бебе, са стопом опадања како дете стари. Док бебе не науче да ходају, носе се на рукама, држе се у ременицима или носиљкама за бебе или се превозе у колицима за бебе или дупцима. Већина индустријализованих земаља има законе који захтевају дечија седишта за бебе у моторним возилима.

## Респонс на звукове
Дојенчад реагују на звук сиктања змије, гневне гласове одраслих, пуцкетање ватре, грмљавину и вапаје друге одојчади. Она имају пад броја откуцаја срца, очи им трепћу, појачано се окрећу према звучницима или родитељу, што све указује да обраћају више пажње. Верује се да је ово еволутивни одговор на опасност. Способност беба да тачно лоцирају звукове побољшана је током њихове прве године.

## Предности додира
Студије су показале да новорођенчад која је била примаоци позитивног додира имају користи од тога како се развијају емоционално и социјално. Експерименти су рађени код новорођенчади до четири месеца старости, користећи позитиван додир (миловање или мажење) и негативни додир (боцкање, штипање или шкакљање). Дојенчад која су примила позитиван додир ређе су плакала, а такође су гласнија и осмехивала се више од деце која су била изложена негативним додирима. Дојенчад која су била примаоци негативног додиривања повезана је са емоционалним проблемима и проблемима у понашању касније у животу. Нижа количина физичког насиља код одраслих откривена је у културама са већим нивоом позитивног физичког додира.

## Морталитет
Морталитет новорођенчади је смрт новорођенчети у првој години живота, често изражена као број умрлих на 1000 живорођених (стопа смртности новорођенчади). Главни узроци смртности новорођенчади укључују дехидрацију, инфекције, урођене малформације и SIDS.
Овај епидемиолошки показатељ препознат је као веома важна мера нивоа здравствене заштите у земљи, јер је директно повезан са здравственим статусом новорођенчади, деце и трудница, као и приступом медицинској нези, социјално-економским условима и праксама јавног здравља.